# Дзержинская ТЭЦ
Дзержинская ТЭЦ — теплоэлектроцентраль города Дзержинск, одно из крупнейших энергетических предприятий Нижегородской области России. Входит в состав Нижегородского филиала ПАО «Т Плюс».
Дзержинская ТЭЦ поставляет электрическую энергию и мощность на оптовый рынок электрической энергии и мощности. Является основным источником тепловой энергии для системы централизованного теплоснабжения города Дзержинск. Установленная электрическая мощность — 565 МВт, тепловая — 1 334 Гкал/час.

## История
Строительство Дзержинской ТЭЦ началось в июне 1956 года и велось в соответствии с распоряжением Совета Министров СССР для обеспечению растущих энергетических потребностей химических предприятий, социальной сферы и жилых районов города. Первая очередь станции в составе турбоагрегата мощностью 65 МВт и двух котлоагрегатов производительностью по 420 т/час каждый была введена в эксплуатацию 13 октября 1961 года. В 1962 и 1965 году были введены в эксплуатацию второй и третий турбоагрегаты.
В 1968 году Совет Министров СССР поручил Министерству энергетики расширить Дзержинскую ТЭЦ. В 1970—1979 годах были введены в строй блок химводоочистки, пиковая водогрейная котельная, четвёртый турбоагрегат мощностью 50 МВт, пятый турбоагрегат мощностью 110 МВт и три котлоагрегата производительностью 420 т/час. В 1982 году был сдан в эксплуатацию ещё один котлоагрегат производительностью 420 т/час, в 1983 году — пиковый водогрейный котел № 4, в 1984 году — шестая паровая турбина мощностью 135 МВт. В 1988 году введён котлоагрегат производительностью 420 т/час. ТЭЦ достигла мощности 456 МВт и стала ведущей электростанцией Нижегородской энергосистемы.
В декабре 2005 года на Дзержинской ТЭЦ была введена в эксплуатацию парогазовая установка мощностью 200 МВт на базе газотурбинной установки фирмы Siemens. С 2006 года Дзержинская ТЭЦ полностью перешла на использование природного газа в качестве основного топлива.
В ходе реформы РАО ЕЭС России Дзержинская ТЭЦ вошла в состав ТГК-6. При консолидации энергетических активов КЭС-Холдинга ТГК-6 была присоединена к Волжской ТГК, позднее (в 2015 году) переименованной в ПАО «Т Плюс».

## Современное положение
Дзержинская ТЭЦ работает синхронно с ЕЭС России в составе Нижегородской энергосистема ОЭС Средней Волги. Установленная электрическая мощность Дзержинской ТЭЦ на начало 2016 года составляет 565 МВт или 20,3 % от общей мощности электростанций региона. Выработка электроэнергии в 2015 году составила 2 114 млн кВт⋅ч, доля теплофикационной выработки — 38,6 %.
Дзержинская ТЭЦ работает в режиме комбинированной выработки электрической и тепловой энергии. Является одним из основных источников тепловой энергии для системы централизованного теплоснабжения города. Установленная тепловая мощность станции — 1 334 Гкал/ч, из них на отборы турбин приходится 929 Гкал/ч. Присоединенная тепловая нагрузка — 541,5 Гкал/ч. Отпускает пар промышленным потребителям. Отпуск тепловой энергии с коллекторов ТЭЦ в 2014 году составил 1407 тыс. Гкал.
Основное топливо — природный газ, резервное — топочный мазут.

## Перечень основного оборудования
| Агрегат                                    | Тип               | Изготовитель                                               | Количество | Ввод в эксплуатацию | Основные характеристики | Основные характеристики | Источники   |
| Агрегат                                    | Тип               | Изготовитель                                               | Количество | Ввод в эксплуатацию | Параметр                | Значение                | Источники   |
| ------------------------------------------ | ----------------- | ---------------------------------------------------------- | ---------- | ------------------- | ----------------------- | ----------------------- | ----------- |
| Оборудование паротурбинных установок       |                   |                                                            |            |                     |                         |                         |             |
| Паровой котёл                              | ТП-80             | Таганрогский котельный завод «Красный котельщик»           | 1          | 1961 г.             | Топливо                 | газ                     | [ 1 ] [ 6 ] |
| Паровой котёл                              | ТП-80             | Таганрогский котельный завод «Красный котельщик»           | 1          | 1961 г.             | Производительность      | 420 т/ч                 | [ 1 ] [ 6 ] |
| Паровой котёл                              | ТП-80             | Таганрогский котельный завод «Красный котельщик»           | 1          | 1961 г.             | Параметры пара          | 140 кгс/см2, 550 °С     | [ 1 ] [ 6 ] |
| Паровой котёл                              | БКЗ-140-420 НГМ   | Барнаульский котельный завод                               | 5          | 1974—1988 гг.       | Топливо                 | газ                     | [ 1 ] [ 6 ] |
| Паровой котёл                              | БКЗ-140-420 НГМ   | Барнаульский котельный завод                               | 5          | 1974—1988 гг.       | Производительность      | 420 т/ч                 | [ 1 ] [ 6 ] |
| Паровой котёл                              | БКЗ-140-420 НГМ   | Барнаульский котельный завод                               | 5          | 1974—1988 гг.       | Параметры пара          | 140 кгс/см2, 550 °С     | [ 1 ] [ 6 ] |
| Паровая турбина                            | ПТ-65/75-130/13   | Ленинградский металлический завод                          | 1          | 1961 г.             | Установленная мощность  | 60 МВт                  | [ 1 ] [ 6 ] |
| Паровая турбина                            | ПТ-65/75-130/13   | Ленинградский металлический завод                          | 1          | 1961 г.             | Тепловая нагрузка       | Гкал/ч                  | [ 1 ] [ 6 ] |
| Паровая турбина                            | ПТ-80/100-130/13  | Ленинградский металлический завод                          | 1          | 1993 г.             | Установленная мощность  | 80 МВт                  | [ 1 ] [ 6 ] |
| Паровая турбина                            | ПТ-80/100-130/13  | Ленинградский металлический завод                          | 1          | 1993 г.             | Тепловая нагрузка       | Гкал/ч                  | [ 1 ] [ 6 ] |
| Паровая турбина                            | Т-100/120-130-3   | Уральский турбинный завод                                  | 1          | 1977 г.             | Установленная мощность  | 110 МВт                 | [ 1 ] [ 6 ] |
| Паровая турбина                            | Т-100/120-130-3   | Уральский турбинный завод                                  | 1          | 1977 г.             | Тепловая нагрузка       | Гкал/ч                  | [ 1 ] [ 6 ] |
| Паровая турбина                            | ПТ-135/165-130/15 | Уральский турбинный завод                                  | 1          | 1984 г.             | Установленная мощность  | 135 МВт                 | [ 1 ] [ 6 ] |
| Паровая турбина                            | ПТ-135/165-130/15 | Уральский турбинный завод                                  | 1          | 1984 г.             | Тепловая нагрузка       | Гкал/ч                  | [ 1 ] [ 6 ] |
| Оборудование парогазовой установки ПГУ-180 |                   |                                                            |            |                     |                         |                         |             |
| Газовая турбина                            | V94.2             | Siemens                                                    | 1          | 2006 г.             | Топливо                 | газ                     | [ 1 ] [ 6 ] |
| Газовая турбина                            | V94.2             | Siemens                                                    | 1          | 2006 г.             | Установленная мощность  | 150 МВт                 | [ 1 ] [ 6 ] |
| Газовая турбина                            | V94.2             | Siemens                                                    | 1          | 2006 г.             | tвыхлопа                | °C                      | [ 1 ] [ 6 ] |
| Котёл-утилизатор                           | П-91              | Подольский машиностроительный завод                        | 1          | 2006 г.             | Топливо                 | выхлоп ГТД              | [ 1 ] [ 6 ] |
| Котёл-утилизатор                           | П-91              | Подольский машиностроительный завод                        | 1          | 2006 г.             | Производительность      | 310 т/ч                 | [ 1 ] [ 6 ] |
| Котёл-утилизатор                           | П-91              | Подольский машиностроительный завод                        | 1          | 2006 г.             | Параметры пара          | 15 кгс/см2, 275 °С      | [ 1 ] [ 6 ] |
| Паровая турбина                            | Т-30/45-1,45      | Уральский завод энергетических машин                       | 1          | 2006 г.             | Установленная мощность  | 30 МВт                  | [ 1 ] [ 6 ] |
| Паровая турбина                            | Т-30/45-1,45      | Уральский завод энергетических машин                       | 1          | 2006 г.             | Тепловая нагрузка       | Гкал/ч                  | [ 1 ] [ 6 ] |
| Водогрейное оборудование                   |                   |                                                            |            |                     |                         |                         |             |
| Водогрейный котел                          | ПТВМ-180          | Дорогобужский котельный завод Барнаульский котельный завод | 2          |                     | Топливо                 | газ                     | [ 1 ]       |
| Водогрейный котел                          | ПТВМ-180          | Дорогобужский котельный завод Барнаульский котельный завод | 2          | Тепловая мощность   | 140 Гкал/ч              |                         | [ 1 ]       |